# Draft NFL 1981
Il Draft NFL 1981 si è tenuto dal 28 al 29 aprile 1982. La lega tenne anche un draft supplementare prima dell'inizio della stagione regolare. Per la prima volta nella storia, le prime due scelte del draft vinsero il premio rispettivamente di miglior rookie offensivo e difensivo della stagione.

## Primo giro
|  | = Pro Bowler |

|  | = Hall of Famer |

| Scelta | Squadra              | Giocatore        | Ruolo            | College        |
| ------ | -------------------- | ---------------- | ---------------- | -------------- |
| 1      | New Orleans Saints   | George Rogers    | Running back     | South Carolina |
| 2      | New York Giants      | Lawrence Taylor  | Linebacker       | North Carolina |
| 3      | New York Jets        | Freeman McNeil   | Running Back     | UCLA           |
| 4      | Seattle Seahawks     | Kenny Easley     | Defensive back   | UCLA           |
| 5      | St. Louis Cardinals  | E.J. Junior      | Linebacker       | Alabama        |
| 6      | Green Bay Packers    | Rich Campbell    | Quarterback      | California     |
| 7      | Tampa Bay Buccaneers | Hugh Green       | Linebacker       | Pitt           |
| 8      | San Francisco 49ers  | Ronnie Lott      | Defensive Back   | USC            |
| 9      | Los Angeles Rams     | Mel Owens        | Linebacker       | Michigan       |
| 10     | Cincinnati Bengals   | David Verser     | Wide receiver    | Kansas         |
| 11     | Chicago Bears        | Keith Van Horne  | Offensive tackle | USC            |
| 12     | Baltimore Colts      | Randy McMillan   | Running Back     | Pitt           |
| 13     | Miami Dolphins       | David Overstreet | Running Back     | Oklahoma       |
| 14     | Kansas City Chiefs   | Willie Scott     | Tight end        | South Carolina |
| 15     | Denver Broncos       | Dennis Smith     | Defensive Back   | USC            |
| 16     | Detroit Lions        | Mark Nichols     | Wide Receiver    | San José State |
| 17     | Pittsburgh Steelers  | Keith Gary       | Defensive end    | Oklahoma       |
| 18     | Baltimore Colts      | Donnell Thompson | Defensive tackle | North Carolina |
| 19     | New England Patriots | Brian Holloway   | Offensive Tackle | Stanford       |
| 20     | Washington Redskins  | Mark May         | Offensive Tackle | Pitt           |
| 21     | Oakland Raiders      | Ted Watts        | Defensive Back   | Texas Tech     |
| 22     | Cleveland Browns     | Hanford Dixon    | Defensive Back   | Southern Miss  |
| 23     | Oakland Raiders      | Curt Marsh       | Offensive Tackle | Washington     |
| 24     | San Diego Chargers   | James Brooks     | Running Back     | Auburn         |
| 25     | Atlanta Falcons      | Bobby Butler     | Defensive Back   | Florida State  |
| 26     | Dallas Cowboys       | Howard Richards  | Offensive Tackle | Missouri       |
| 27     | Philadelphia Eagles  | Leonard Mitchell | Defensive End    | Houston        |
| 28     | Buffalo Bills        | Booker Moore     | Running Back     | Penn State     |